# LAV Madrid - Castella-la Manxa - País Valencià - Regió de Múrcia
La LAV Madrid - Castella la Manxa - País Valencià - Regió de Múrcia (LAV Madrid - Castilla La Mancha - Comunidad Valenciana - Región de Murcia), també coneguda com a LAV Madrid-Llevant, és una línia d'alta velocitat propietat d'Adif que uneix les ciutats de Madrid i València amb dues parades intermèdies a Conca, Requena-Utiel i un ramal a Albacete. Va arribar a Alacant en 2013, i a finals de 2022 a Múrcia.